# Aa lozanoi
Aa lozanoi, vrsta orhideje otkrivena 2014 godine u kolumbijskom departmanu Cundinamarca. Endem.